# Герб Новоселицкого муниципального округа
Герб Новоселицкого муниципального округа Ставропольского края Российской Федерации — опознавательно-правовой знак, составленный и употребляемый в соответствии с правилами геральдики, служащий официальным символом муниципального образования.
Первоначально был утверждён 30 августа 2006 года как герб Новоселицкого муниципального района и 6 декабря 2006 года внесён в Государственный геральдический регистр РФ с присвоением регистрационного номера 2692.
25 марта 2021 года переутверждён как герб Новоселицкого муниципального округа Ставропольского края.

## Описание и обоснование символики
Геральдическое описание герба округа гласит:

В лазоревом поле щита над серебряной мелко вызубренной окраиной золотая головка пшеничного колоса о девяти зёрнах в столб.— Решение Совета Новоселицкого муниципального округа от 25 марта 2021 г. № 142
Герб Новоселицкого муниципального района Ставропольского края является «гласным» («говорящим»), поскольку его пластическая идея полностью отражает содержательную идею, заложенную в названии округа.
Тинктуры поля щита и фигур герба призваны символизировать значение сложносоставного слова «Новоселицкий». Золотая головка пшеничного колоса о девяти зёрнах символизирует произрастание (поселение) нового ростка на месте, обновлённом свежей влагой реки Томузловки, протекающей по территории округа, и расположенного здесь же водохранилища «Волчьи ворота» (символизируемые серебряной мелковызубренной окраиной). Кроме того, количество зёрен отражает количество субъектов настоящего муниципального округа.
Символизм тинктур:
- золото символизирует просвещение, мужское начало, неподверженность порче, мудрость, стойкость, честь, богатство, свет, озарение, гармонию, истину;
- серебро символизирует целомудрие, чистоту, красноречие, девственность, женское начало, «очищение привязанности», цвет казачьего прибора;
- лазурь символизирует истину, интеллект, откровение, мудрость, лояльность, верность, постоянство, непорочность, чистые побуждения, безупречную репутацию, широту души, благоразумие, мир, созерцание, а в православии — цвет Богородичных праздников.

## История
В работе над созданием символики Новоселицкого района принимал участие художник-геральдист, член краевой геральдической комиссии И. Л. Проститов, до этого исполнивший герб и флаг села Новоселицкого.
В 2006 году был составлен проект районного герба, главной фигурой которого стал золотой пшеничный колос о девяти зёрнах. По идее авторов проекта, изображение колоса сообщало гербу так называемую «гласность», символизируя значение сложносоставного слова «Новоселицкий» в названии района («произрастание (поселение) ростка нового на обновлённом месте»).
Этот герб и разработанный на его основе флаг были утверждены решением районного совета от 30 августа 2006 года. Согласно принятому депутатами положению, герб Новоселицкого муниципального района имел следующее описание:

В лазоревом поле щита, над серебряной мелковызубренной окраиной — золотая головка пшеничного колоса о девяти зёрнах в столб.— Решение Совета Новоселицкого муниципального района Ставропольского края от 30 августа 2006 г. № 158

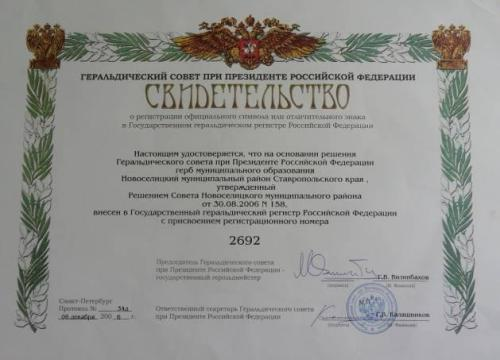
Свидетельство о регистрации герба Новоселицкого муниципального района Ставропольского края в Государственном геральдическом регистре РФ

25 октября 2006 года эскиз герба с экзегезой рассмотрела геральдическая комиссия при губернаторе Ставропольского края. Члены комиссии одобрили представленный вариант и рекомендовали направить его в Геральдический совет при Президенте РФ.
6 декабря 2006 года, после получения положительного заключения Геральдического совета, официальные символы Новоселицкого муниципального района были внесены в Государственный геральдический регистр (герб — под номером 2692, флаг — под номером 2693).
Решением Совета Новоселицкого муниципального района от 29 сентября 2011 года № 397 установлена ежегодная дата празднования Дня герба и флага Новоселицкого муниципального района Ставропольского края — 30 августа. С 2012 года в рамках этого праздника проводились мероприятия, направленные на распространение знаний об истории Новоселицкого района и его символике среди местного населения.
16 марта 2020 года все муниципальные образования Новоселицкого муниципального района были преобразованы в Новоселицкий муниципальный округ.
Решением Совета Новоселицкого муниципального округа от 25 марта 2021 года № 142 ранее утверждённые герб и флаг Новоселицкого муниципального района установлены в качестве официальных символов округа.